# Yakubu Aiyegbeni
Yakubu Aiyegbeni, noto semplicemente come Yakubu (Benin City, 22 novembre 1982), è un ex calciatore nigeriano, di ruolo attaccante.

## Caratteristiche tecniche
Soprannominato lo Yak, era un attaccante possente fisicamente, difficile da marcare, che faceva della forza fisica e dell'esplosività nelle gambe le sue doti migliori (da qui il soprannome). In passato era dotato di uno scatto fulmineo, dote che ha perso con il passare degli anni. In possesso di un tiro secco e preciso, in grado di finalizzare con continuità le occasioni create dai compagni di squadra .
Pur essendo in grado di fare reparto da solo, esprimeva al meglio le proprie doti in un 4-4-2, affiancato da una seconda punta.

## Carriera

### Club
Dopo gli inizi in Nigeria, approda in Europa al Maccabi Haifa. Il 24 settembre 2002 realizza una tripletta contro l'Olympiakos, partita valida per la fase a gironi di Champions League. Metterà a segno un'altra rete nella fase eliminatoria contro il Manchester United su calcio di rigore.
Il 6 gennaio 2003 passa in prestito al Portsmouth, in Inghilterra, con cui ottiene la promozione in Premier League. Riscattato dal sodalizio inglese, ha modo di esordire in Premier il 16 agosto 2003 contro l'Aston Villa. Il 15 maggio 2004 segna una quaterna all'ultima giornata di campionato contro il Middlesbrough.
Il 23 maggio 2005 il Middlesbrough ne annuncia il tesseramento in cambio di 7,5 milioni di sterline.
Il 29 agosto 2007 passa all'Everton in cambio di 17 milioni di euro, sottoscrivendo un quinquennale con i Toffees. L'8 dicembre segna una tripletta contro il Fulham (3-0 il finale). L'11 maggio 2008 segna due reti contro il Newcastle, diventando con 21 reti il miglior marcatore dell'Everton in una singola stagione di campionato (verrà poi superato da Lukaku anni dopo), superando il precedente record di 20 reti fatto registrare da Peter Beardsley nel 1992.
Il 30 novembre 2008 si procura la rottura del tendine di Achille dopo 10' di gioco in un contrasto con Ledley King nella partita di campionato vinta contro il Tottenham 1-0, terminando la stagione con largo anticipo.
Dopo aver trascorso sei mesi in prestito al Leicester City, il 31 agosto 2011 passa al Blackburn a titolo definitivo, con cui firma un contratto valido per tre anni. Esordisce con i Rovers il 17 settembre contro l'Arsenal (vittoria per 4-3) mettendo a segno una doppietta. Termina l'annata segnando 17 reti - che tuttavia non consentono alla squadra di salvarsi - tra cui una quaterna contro lo Swansea e una doppietta nella trasferta vinta 2-3 contro il Manchester United all'Old Trafford.
Il 28 giugno 2012 lascia l'Inghilterra per accasarsi al Guangzhou R&F, società asiatica militante nella Chinese Super League, a cui si lega per mezzo di un triennale da 6 milioni di euro a stagione. Esordisce con i Leoni Blu il 15 luglio contro il Guangzhou Evergrande. Una sua rete nei minuti finali decide il derby di Canton a favore della sua squadra.
Il 2 febbraio 2015 il Reading ne annuncia l'ingaggio fino a giugno. Il 31 agosto firma un contratto annuale con opzione di rinnovo con il Kayserispor, in Turchia. Il 22 novembre 2017 annuncia la decisione di ritirarsi dal calcio giocato.

### Nazionale
Esordisce in nazionale il 22 aprile 2000 contro l'Eritrea in un incontro valido per l'accesso alla fase finale dei Mondiali 2002. Il 16 giugno 2001 segna la sua prima rete contro la Namibia.
Il 30 gennaio 2004 il CT Christian Chukwu decide di far rientrare in anticipo - insieme al compagno Babayaro - il calciatore dalla Coppa d'Africa per problemi disciplinari, non avendo rispettato il coprifuoco imposto dalla Federazione.
Dopo aver saltato la Coppa d'Africa 2006 in modo da potersi concentrare unicamente sugli impegni con il Middlesbrough, prende parte con la selezione nigeriana ai Mondiali 2010 disputati in Sudafrica. Esordisce nella competizione il 12 giugno contro l'Argentina da titolare. Il 22 giugno una sua rete dagli undici metri consente alle Super Aquile di pareggiare l'incontro con la Corea del Sud, risultato che però non consente alla Nigeria di accedere alla fase successiva della competizione.

## Statistiche

### Presenze e reti nei club
Statistiche aggiornate al 25 febbraio 2017.
| Stagione             | Squadra              | Campionato           | Campionato | Campionato | Coppe nazionali | Coppe nazionali | Coppe nazionali | Coppe continentali | Coppe continentali | Coppe continentali | Altre coppe | Altre coppe | Altre coppe | Totale | Totale |
| Stagione             | Squadra              | Comp                 | Pres       | Reti       | Comp            | Pres            | Reti            | Comp               | Pres               | Reti               | Comp        | Pres        | Reti        | Pres   | Reti   |
| -------------------- | -------------------- | -------------------- | ---------- | ---------- | --------------- | --------------- | --------------- | ------------------ | ------------------ | ------------------ | ----------- | ----------- | ----------- | ------ | ------ |
| 1999-2000            | Hapoel Kfar Saba     | Lh                   | 23         | 6          | CI+CdL          | 1+0             | 1               | -                  | -                  | -                  | -           | -           | -           | 24     | 7      |
| 2000-2001            | Maccabi Haifa        | Lh                   | 14         | 3          | CI+CdL          | 3+0             | 3               | CU                 | 0                  | 0                  | -           | -           | -           | 17     | 6      |
| 2001-2002            | Maccabi Haifa        | Lh                   | 22         | 13         | CI+CdL          | 2+0             | 5               | UCL                | 2                  | 0                  | -           | -           | -           | 26     | 18     |
| 2002-gen. 2003       | Maccabi Haifa        | Lh                   | 13         | 8          | CI+CdL          | 0               | 0               | UCL+CU             | 7+2                | 7+0                | -           | -           | -           | 22     | 15     |
| Totale Maccabi Haifa | Totale Maccabi Haifa | Totale Maccabi Haifa | 49         | 24         |                 | 5               | 8               |                    | 11                 | 7                  |             | -           | -           | 65     | 39     |
| gen.-giu. 2003       | Portsmouth           | FD                   | 14         | 7          | FACup+CdL       | -               | -               | -                  | -                  | -                  | -           | -           | -           | 14     | 7      |
| 2003-2004            | Portsmouth           | PL                   | 37         | 16         | FACup+CdL       | 4+2             | 1+2             | -                  | -                  | -                  | -           | -           | -           | 43     | 19     |
| 2004-2005            | Portsmouth           | PL                   | 30         | 13         | FACup+CdL       | 2+3             | 2+2             | -                  | -                  | -                  | -           | -           | -           | 35     | 17     |
| Totale Portsmouth    | Totale Portsmouth    | Totale Portsmouth    | 81         | 36         |                 | 11              | 7               |                    | -                  | -                  |             | -           | -           | 92     | 43     |
| 2005-2006            | Middlesbrough        | PL                   | 34         | 13         | FACup+CdL       | 7+2             | 4+0             | CU                 | 14                 | 2                  | -           | -           | -           | 57     | 19     |
| 2006-2007            | Middlesbrough        | PL                   | 37         | 12         | FACup+CdL       | 8+0             | 4               | -                  | -                  | -                  | -           | -           | -           | 45     | 16     |
| ago. 2007            | Middlesbrough        | PL                   | 2          | 0          | FACup+CdL       | 0               | 0               | -                  | -                  | -                  | -           | -           | -           | 2      | 0      |
| Totale Middlesbrough | Totale Middlesbrough | Totale Middlesbrough | 73         | 25         |                 | 17              | 8               |                    | 14                 | 2                  |             | -           | -           | 104    | 35     |
| ago. 2007-2008       | Everton              | PL                   | 29         | 15         | FACup+CdL       | 1+3             | 0+3             | CU                 | 6                  | 3                  | -           | -           | -           | 39     | 21     |
| 2008-2009            | Everton              | PL                   | 14         | 4          | FACup+CdL       | 0+1             | 0               | CU                 | 2                  | 1                  | -           | -           | -           | 17     | 5      |
| 2009-2010            | Everton              | PL                   | 25         | 5          | FACup+CdL       | 0+2             | 1               | UEL                | 9                  | 0                  | -           | -           | -           | 36     | 6      |
| 2010-gen. 2011       | Everton              | PL                   | 14         | 1          | FACup+CdL       | 0+1             | 0               | -                  | -                  | -                  | -           | -           | -           | 15     | 1      |
| Totale Everton       | Totale Everton       | Totale Everton       | 82         | 25         |                 | 8               | 4               |                    | 17                 | 4                  |             | -           | -           | 107    | 33     |
| gen.-giu. 2011       | Leicester City       | FLC                  | 20         | 11         | FACup+CdL       | 0               | 0               | -                  | -                  | -                  | -           | -           | -           | 20     | 11     |
| 2011-2012            | Blackburn            | PL                   | 30         | 17         | FACup+CdL       | 0+3             | 1               | -                  | -                  | -                  | -           | -           | -           | 33     | 18     |
| 2012                 | Guangzhou R&F        | CSL                  | 14         | 9          | CC              | 1               | 1               | -                  | -                  | -                  | -           | -           | -           | 15     | 10     |
| 2013                 | Guangzhou R&F        | CSL                  | 29         | 14         | CC              | 1               | 0               | -                  | -                  | -                  | -           | -           | -           | 30     | 14     |
| Totale Guangzhou R&F | Totale Guangzhou R&F | Totale Guangzhou R&F | 43         | 23         |                 | 2               | 1               |                    | -                  | -                  |             | -           | -           | 45     | 24     |
| gen.-giu. 2014       | Al-Rayyan            | QSL                  | 8          | 3          | -               | -               | -               | ACL                | 6                  | 1                  | -           | -           | -           | 14     | 4      |
| gen.-giu. 2015       | Reading              | FLC                  | 7          | 0          | FACup+CdL       | 4+0             | 1               | -                  | -                  | -                  | -           | -           | -           | 11     | 1      |
| 2015-2016            | Kayserispor          | SL                   | 12         | 0          | TK              | 5               | 3               | -                  | -                  | -                  | -           | -           | -           | 17     | 3      |
| gen.-giu. 2017       | Coventry City        | FL1                  | 3          | 0          | FACup+CdL       | -               | -               | -                  | -                  | -                  | FLT         | -           | -           | 3      | 0      |
| Totale carriera      | Totale carriera      | Totale carriera      | 431        | 169        |                 | 56              | 34              |                    | 48                 | 14                 |             | -           | -           | 535    | 217    |

### Cronologia presenze e reti in nazionale
| Cronologia completa delle presenze e delle reti in nazionale ― Nigeria | Cronologia completa delle presenze e delle reti in nazionale ― Nigeria | Cronologia completa delle presenze e delle reti in nazionale ― Nigeria | Cronologia completa delle presenze e delle reti in nazionale ― Nigeria | Cronologia completa delle presenze e delle reti in nazionale ― Nigeria | Cronologia completa delle presenze e delle reti in nazionale ― Nigeria | Cronologia completa delle presenze e delle reti in nazionale ― Nigeria | Cronologia completa delle presenze e delle reti in nazionale ― Nigeria |
| Data                                                                   | Città                                                                  | In casa                                                                | Risultato                                                              | Ospiti                                                                 | Competizione                                                           | Reti                                                                   | Note                                                                   |
| ---------------------------------------------------------------------- | ---------------------------------------------------------------------- | ---------------------------------------------------------------------- | ---------------------------------------------------------------------- | ---------------------------------------------------------------------- | ---------------------------------------------------------------------- | ---------------------------------------------------------------------- | ---------------------------------------------------------------------- |
| 22-4-2000                                                              | Lagos                                                                  | Nigeria                                                                | 4 – 1                                                                  | Eritrea                                                                | Qual. Coppa d'Africa 2002                                              | -                                                                      | 30’                                                                    |
| 24-3-2001                                                              | Chingola                                                               | Zambia                                                                 | 1 – 1                                                                  | Nigeria                                                                | Qual. Coppa d'Africa 2002                                              | -                                                                      |                                                                        |
| 21-4-2001                                                              | Freetown                                                               | Sierra Leone                                                           | 1 – 0                                                                  | Nigeria                                                                | Qual. Mondiali 2002                                                    | -                                                                      |                                                                        |
| 16-6-2001                                                              | Windhoek                                                               | Namibia                                                                | 0 – 2                                                                  | Nigeria                                                                | Qual. Coppa d'Africa 2002                                              | 1                                                                      |                                                                        |
| 1-7-2001                                                               | Omdurman                                                               | Sudan                                                                  | 0 – 4                                                                  | Nigeria                                                                | Qual. Mondiali 2002                                                    | 2                                                                      |                                                                        |
| 29-7-2001                                                              | Abuja                                                                  | Nigeria                                                                | 3 – 0                                                                  | Ghana                                                                  | Qual. Mondiali 2002                                                    | -                                                                      | 68’                                                                    |
| 7-10-2001                                                              | Southampton                                                            | Nigeria                                                                | 2 – 2                                                                  | Giappone                                                               | Amichevole                                                             | -                                                                      |                                                                        |
| 21-1-2002                                                              | Bamako                                                                 | Nigeria                                                                | 1 – 0                                                                  | Algeria                                                                | Coppa d'Africa 2002 - 1º turno                                         | -                                                                      | 79’                                                                    |
| 28-1-2002                                                              | Mopti                                                                  | Liberia                                                                | 0 – 1                                                                  | Nigeria                                                                | Coppa d'Africa 2002 - 1º turno                                         | -                                                                      | 90+2’                                                                  |
| 3-2-2002                                                               | Bamako                                                                 | Nigeria                                                                | 1 – 0                                                                  | Ghana                                                                  | Coppa d'Africa 2002 - Quarti di finale                                 | -                                                                      | 90’                                                                    |
| 9-2-2002                                                               | Mopti                                                                  | Mali                                                                   | 0 – 1                                                                  | Nigeria                                                                | Coppa d'Africa 2002 - Finale 3º posto                                  | 1                                                                      |                                                                        |
| 18-5-2002                                                              | Londra                                                                 | Nigeria                                                                | 1 – 0                                                                  | Giamaica                                                               | Amichevole                                                             | -                                                                      | 69’                                                                    |
| 8-9-2002                                                               | Luanda                                                                 | Angola                                                                 | 0 – 0                                                                  | Nigeria                                                                | Qual. Coppa d'Africa 2004                                              | -                                                                      |                                                                        |
| 29-3-2003                                                              | Blantyre                                                               | Malawi                                                                 | 0 – 1                                                                  | Nigeria                                                                | Qual. Coppa d'Africa 2004                                              | -                                                                      | 77’                                                                    |
| 30-5-2003                                                              | Abuja                                                                  | Nigeria                                                                | 3 – 1                                                                  | Ghana                                                                  | Amichevole                                                             | 2                                                                      |                                                                        |
| 1-6-2003                                                               | Lagos                                                                  | Nigeria                                                                | 3 – 0 dts                                                              | Camerun                                                                | LG Cup                                                                 | 1                                                                      | 110’ 1º Titolo                                                         |
| 7-6-2003                                                               | Abuja                                                                  | Nigeria                                                                | 4 – 1                                                                  | Malawi                                                                 | Qual. Coppa d'Africa 2004                                              | 2                                                                      |                                                                        |
| 11-6-2003                                                              | Abuja                                                                  | Nigeria                                                                | 0 – 3                                                                  | Brasile                                                                | Amichevole                                                             | -                                                                      |                                                                        |
| 27-1-2004                                                              | Monastir                                                               | Nigeria                                                                | 0 – 1                                                                  | Marocco                                                                | Coppa d'Africa 2004 - 1º turno                                         | -                                                                      |                                                                        |
| 3-7-2004                                                               | Abuja                                                                  | Nigeria                                                                | 1 – 0                                                                  | Algeria                                                                | Qual. Mondiali 2006                                                    | -                                                                      |                                                                        |
| 5-9-2004                                                               | Harare                                                                 | Zimbabwe                                                               | 0 – 3                                                                  | Nigeria                                                                | Qual. Mondiali 2006                                                    | 1                                                                      | 78’                                                                    |
| 9-10-2004                                                              | Libreville                                                             | Gabon                                                                  | 1 – 1                                                                  | Nigeria                                                                | Qual. Mondiali 2006                                                    | 1                                                                      |                                                                        |
| 17-11-2004                                                             | Johannesburg                                                           | Sudafrica                                                              | 2 – 1                                                                  | Nigeria                                                                | Amichevole                                                             | -                                                                      |                                                                        |
| 26-3-2005                                                              | Port Harcourt                                                          | Nigeria                                                                | 2 – 0                                                                  | Gabon                                                                  | Qual. Mondiali 2006                                                    | -                                                                      | 70’                                                                    |
| 18-6-2005                                                              | Kano                                                                   | Nigeria                                                                | 1 – 1                                                                  | Angola                                                                 | Qual. Mondiali 2006                                                    | -                                                                      | 76’                                                                    |
| 4-9-2005                                                               | Orano                                                                  | Algeria                                                                | 2 – 5                                                                  | Nigeria                                                                | Qual. Mondiali 2006                                                    | -                                                                      | 90+1’                                                                  |
| 2-9-2006                                                               | Abuja                                                                  | Nigeria                                                                | 2 – 0                                                                  | Niger                                                                  | Qual. Coppa d'Africa 2008                                              | 1                                                                      |                                                                        |
| 8-10-2006                                                              | Maseru                                                                 | Lesotho                                                                | 0 – 1                                                                  | Nigeria                                                                | Qual. Coppa d'Africa 2008                                              | 1                                                                      |                                                                        |
| 6-2-2007                                                               | Londra                                                                 | Nigeria                                                                | 1 – 4                                                                  | Ghana                                                                  | Amichevole                                                             | -                                                                      |                                                                        |
| 27-5-2007                                                              | Nairobi                                                                | Kenya                                                                  | 0 – 1                                                                  | Nigeria                                                                | Amichevole                                                             | -                                                                      | 65’                                                                    |
| 2-6-2007                                                               | Kampala                                                                | Uganda                                                                 | 2 – 1                                                                  | Nigeria                                                                | Qual. Coppa d'Africa 2008                                              | -                                                                      |                                                                        |
| 17-6-2007                                                              | Niamey                                                                 | Niger                                                                  | 1 – 3                                                                  | Nigeria                                                                | Qual. Coppa d'Africa 2008                                              | 1                                                                      |                                                                        |
| 21-1-2008                                                              | Sekondi-Takoradi                                                       | Nigeria                                                                | 0 – 1                                                                  | Costa d'Avorio                                                         | Coppa d'Africa 2008 - 1º turno                                         | -                                                                      |                                                                        |
| 25-1-2008                                                              | Sekondi-Takoradi                                                       | Nigeria                                                                | 0 – 0                                                                  | Mali                                                                   | Coppa d'Africa 2008 - 1º turno                                         | -                                                                      |                                                                        |
| 29-1-2008                                                              | Sekondi-Takoradi                                                       | Nigeria                                                                | 2 – 0                                                                  | Benin                                                                  | Coppa d'Africa 2008 - 1º turno                                         | 1                                                                      |                                                                        |
| 3-2-2008                                                               | Accra                                                                  | Ghana                                                                  | 2 – 1                                                                  | Nigeria                                                                | Coppa d'Africa 2008 - Quarti di finale                                 | 1                                                                      |                                                                        |
| 27-5-2008                                                              | Graz                                                                   | Austria                                                                | 1 – 1                                                                  | Nigeria                                                                | Amichevole                                                             | -                                                                      | 76’                                                                    |
| 1-6-2008                                                               | Abuja                                                                  | Nigeria                                                                | 2 – 0                                                                  | Sudafrica                                                              | Qual. Mondiali 2010                                                    | -                                                                      | Cap. 60’                                                               |
| 7-6-2008                                                               | Freetown                                                               | Sierra Leone                                                           | 0 – 1                                                                  | Nigeria                                                                | Qual. Mondiali 2010                                                    | -                                                                      |                                                                        |
| 15-6-2008                                                              | Malabo                                                                 | Guinea Equatoriale                                                     | 0 – 1                                                                  | Nigeria                                                                | Qual. Mondiali 2010                                                    | -                                                                      |                                                                        |
| 21-6-2008                                                              | Abuja                                                                  | Nigeria                                                                | 2 – 0                                                                  | Guinea Equatoriale                                                     | Qual. Mondiali 2010                                                    | 1                                                                      | 80’                                                                    |
| 6-9-2008                                                               | Port Elizabeth                                                         | Sudafrica                                                              | 0 – 1                                                                  | Nigeria                                                                | Qual. Mondiali 2010                                                    | -                                                                      |                                                                        |
| 11-10-2008                                                             | Abuja                                                                  | Nigeria                                                                | 4 – 1                                                                  | Sierra Leone                                                           | Qual. Mondiali 2010                                                    | -                                                                      | 83’                                                                    |
| 19-11-2008                                                             | Bogotà                                                                 | Colombia                                                               | 1 – 0                                                                  | Nigeria                                                                | Amichevole                                                             | -                                                                      | 62’                                                                    |
| 11-10-2009                                                             | Abuja                                                                  | Nigeria                                                                | 0 – 0                                                                  | Mozambico                                                              | Qual. Mondiali 2010                                                    | -                                                                      | 56’                                                                    |
| 14-11-2009                                                             | Nairobi                                                                | Kenya                                                                  | 2 – 3                                                                  | Nigeria                                                                | Qual. Mondiali 2010                                                    | 1                                                                      |                                                                        |
| 12-1-2010                                                              | Benguela                                                               | Egitto                                                                 | 3 – 1                                                                  | Nigeria                                                                | Coppa d'Africa 2010 - 1º turno                                         | -                                                                      |                                                                        |
| 16-1-2010                                                              | Benguela                                                               | Nigeria                                                                | 1 – 0                                                                  | Benin                                                                  | Coppa d'Africa 2010 - 1º turno                                         | 1                                                                      | 59’                                                                    |
| 20-1-2010                                                              | Lubango                                                                | Nigeria                                                                | 3 – 0                                                                  | Mozambico                                                              | Coppa d'Africa 2010 - 1º turno                                         | -                                                                      | 68’                                                                    |
| 25-1-2010                                                              | Lubango                                                                | Nigeria                                                                | 0 – 0 dts (5 – 4 dtr)                                                  | Zambia                                                                 | Coppa d'Africa 2010 - Quarti di finale                                 | -                                                                      | 70’                                                                    |
| 28-1-2010                                                              | Luanda                                                                 | Ghana                                                                  | 1 – 0                                                                  | Nigeria                                                                | Coppa d'Africa 2010 - Semifinale                                       | -                                                                      | 70’                                                                    |
| 30-5-2010                                                              | Milton Keynes                                                          | Nigeria                                                                | 1 – 1                                                                  | Colombia                                                               | Amichevole                                                             | -                                                                      | 46’                                                                    |
| 6-6-2010                                                               | Johannesburg                                                           | Nigeria                                                                | 3 – 1                                                                  | Corea del Nord                                                         | Amichevole                                                             | 1                                                                      | 67’                                                                    |
| 12-6-2010                                                              | Johannesburg                                                           | Argentina                                                              | 1 – 0                                                                  | Nigeria                                                                | Mondiali 2010 - 1º turno                                               | -                                                                      |                                                                        |
| 17-6-2010                                                              | Bloemfontein                                                           | Grecia                                                                 | 2 – 1                                                                  | Nigeria                                                                | Mondiali 2010 - 1º turno                                               | -                                                                      |                                                                        |
| 22-6-2010                                                              | Durban                                                                 | Nigeria                                                                | 2 – 2                                                                  | Corea del Sud                                                          | Mondiali 2010 - 1º turno                                               | 1                                                                      | 70’                                                                    |
| 29-2-2012                                                              | Kigali                                                                 | Ruanda                                                                 | 0 – 0                                                                  | Nigeria                                                                | Qual. Coppa d'Africa 2013                                              | -                                                                      |                                                                        |
| Totale                                                                 |                                                                        | Presenze                                                               | 57                                                                     |                                                                        | Reti (4º posto)                                                        | 21                                                                     |                                                                        |

### Record
- Unico calciatore africano - assieme a Efan Ekoku e Mohamed Salah - ad aver segnato una quaterna in Premier League.[36]

## Palmarès

### Club

#### Competizioni nazionali
- Campionato israeliano: 2

Maccabi Haifa: 2000-2001, 2001-2002
- Toto Cup: 1

Maccabi Haifa: 2002
- Football League Championship: 1

Portsmouth: 2002-2003